# Caponia simoni
Caponia simoni is een spinnensoort in de taxonomische indeling van de Caponiidae.
Het dier behoort tot het geslacht Caponia. De wetenschappelijke naam van de soort werd voor het eerst geldig gepubliceerd in 1904 door William Frederick Purcell.